# Rv870
La Radeon R800 sèries és una gamma de targetes gràfiques que van aparèixer el 10 de setembre de 2009, disseny d'enginyeria per a una GPU desenvolupada per AMD i soldada a la sèrie de targetes gràfiques Radeon HD 5000. Van ser creades per AMD graphics products division. Els nuclis es van fabricar a 40 nm a TSMC. Admet DirectX 11, Shader model 5 i OpenGL 4.1 i OpenCL 1.1.
El nucli té el nom de desenvolupament Evergreen. L'àrea es va incrementar un 31% i la densitat de transistors en un 73% en comparació amb el RV770, en un 18% i 90% en comparació amb el RV790, i la densitat de transistors en comparació amb el RV740 va ser un 7% més gran.

## Llista de targetes gràfiques sèrie HD 5xxx
- Cypress (gamma alta)
- HD 5970 (Doble nucli)

Models de 2 a 4 GB DDR5. Nucli de 725 a 850 mHz. Memòria de 1.000 a 1.200 mHz. Dos nuclis amb 1.600 sp i 32 rops cada un. Bus de 256 bits per cada nucli.
- HD 5870 Eyefinity 6 (suporta sis monitors)

Model de 2 GB DDR5. Nucli a 850 mHz. Memòria a 1200 mHz. Un nucli amb 1.600 sp i 32 rops. Bus de 256 bits.
- HD 5870

Models d'1 a 2 GB DDR5. Nucli de a 850 mHz. Memòria a 1200 mHz. Un nucli amb 1.600 sp i 32 rops. Bus de 256 bits.
- HD 5850

Models d'1 a 2 GB DDR5. Nucli de 725 mHz. Memòria a 1.000 mHz. Un nucli amb 1.440 sp i 32 rops. Bus de 256 bits.
- HD 5830

Models d'1 GB DDR5. Nucli a 800 mHz. Memòria a 1.000 mHz. Un nucli amb 1.120 sp i 16rops. Bus de 256 bits.
- Juniper (gamma mitjana-alta)
- HD 5770

Models d'1 GB DDR5. Nucli a 850 mHz. Memòria a 1.200 mHz. Un nucli amb 800 sp i 16 rops. Bus de 128 bits.
- HD 5750

Models de 512 MB a 1 GB DDR5. Nucli a 700 mHz. Memòria a 1.000 mHz. Un nucli amb 720 sp i 16 rops. Bus de 128 bits.
- Redwood (gamma mitjana-baixa)
- HD 5670

Models de 512MB a 1 GB DDR5. Nucli a 775 mHz. Memòria a 1.000 mHz. Un nucli amb 400 sp i 8 rops. Bus de 128 bits.
- HD 5570

Models de 512 MB a 1 GB DDR3. Nucli a 650 mHz. Memòria a 900 mHz. Un nucli amb 400 sp i 8 rops. Bus de 128 bits.
- HD 5550

Models de 512 MB a 1 GB DDR3. Nucli a 550 mHz. Memòria a 800 mHz. Un nucli amb 320 sp i 8 rops. Bus de 128 bits.
- Cedar (gamma baixa)
- HD 5450

Models de 512 MB a 1 GB DDR3. Nucli a 640 mHz. Memòria a 1.000 mHz. Un nucli amb 80 sp i 4 rops. Bus de 64 bits.

## Especificacions de l'arquitectura CypressXT
- GDDR5 a 1200 MHz (4x efectius) amb bus de 256 bits,
- 1600 processadors shader (l'actual HD 4870 en te 800)
- 32 ROPS (comparat amb els 16 de les HD 4870)
- 80 TMUs (comparat amb els 40 de la HD 4870)
- 2.1 TFlops de poder de computació (més o menys el doble que la HD 4870)
- Aproximadament 300 mm² de superfície del nucli (~256 mm² RV770/790)
- Suport de DirectX 11